# Jesse Fuller
Jesse  "the Lone Cat" Fuller (12 de março de 1896 - 30 de janeiro de 1976) foi um músico muito conhecido nos Estados Unidos da América, especialmente por sua música "San Francisco Bay Blues".
Era o que costuma ser chamado de "banda de um homem só"". Fuller nasceu em Jonesboro, no estado da Georgia, perto de Atlanta. Ainda pequeno, a mãe de Jesse o deixou aos cuidados de parentes, numa localidade rural onde ele passava fome e era maltratado. Quando cresceu, trabalhou em uma infinidade de sub-empregos: foi peão, engraxate, biscateiro, entre outras coisas.
Jesse nunca havia trabalhado profissionalmente como músico, embora andasse sempre com seu violão debaixo do braço, tocando por dinheiro e passando o chapéu. Quando tentou tocar com uma banda, não se adaptou porque havia nascido para ser uma "banda de um homem só".
Tocando em clubes e bares de San Francisco, Jesse Fuller foi ganhando popularidade. Apareceu em um programa de televisão local e, em 1958, lançou seu primeiro disco batizado de "Jesse Fuller: Jazz, Folk Songs, Spirituals & Blues".
Bob Dylan gravou uma música de Fuller em seu primeiro disco e o Greateful Dead gravou algumas, incluindo "The Monkey and The Enginner" e "Beat it Down the Line".